# Verwaltungsgliederung Grönlands
Die Verwaltungsgliederung Grönlands bezeichnet die in Grönland bestehenden vertikalen administrativen Strukturen.

## Kolonialzeit von 1721 bis 1911
Zu Beginn der Kolonialisierung gab es noch keine wirkliche Verwaltungsgliederung. Mit der Gründung der einzelnen Kolonien wurden aber erste Grenzen gezogen, wobei jede Kolonie in ihrem Distrikt Jagd und Handel betrieb.
Mit der Instruksen von 1782 wurde Grönland in zwei separate Landesteile unterteilt, die Inspektorate genannt wurden. Ihnen stand von 1782 bis 1925 je ein Inspektor vor. Das südliche Inspektorat, Südgrönland, hatte den Hauptort Godthåb und erstreckte sich von der Südküste bis zum Nassuttooq (Nordre Strømfjord). Das nördliche Inspektorat, Nordgrönland, hatte den Hauptort Godhavn und zog sich vom Nassuttooq bis zur Melville-Bucht auf 75° N. Ursprünglich lag die Grenze etwas weiter südlich zwischen Sisimiut und Maniitsoq, wurde aber bereits nach wenigen Jahren mit dem Aufhören des Walfangs an die spätere Stelle verlegt. Jede Kolonie wurde zum Hauptort eines Kolonialdistrikts.
Ab etwa 1860 gab es in jedem Kolonialdistrikt ein Forstanderskab als Rat.

### Übersicht
| Landesteil               | Kolonialdistrikt                      | Bestehen                                                                            | Kolonieort                                                          | Einwohnerzahl (1834) |
| ------------------------ | ------------------------------------- | ----------------------------------------------------------------------------------- | ------------------------------------------------------------------- | -------------------- |
| Inspektorat Nordgrönland | Kolonialdistrikt Upernavik            | 1769–1790 1796–1805: Teil von Godhavn 1805–1814 1823–1826: Teil von Godhavn ab 1826 | 1769–1771: Eqaluit ab 1771: Upernavik                               | 297                  |
| Inspektorat Nordgrönland | Kolonialdistrikt Ũmánaĸ               | ab 1758                                                                             | 1758–1763: Nuussuaq ab 1763: Uummannaq                              | 483                  |
| Inspektorat Nordgrönland | Kolonialdistrikt Ritenbenk            | ab 1755                                                                             | 1755–1781: Saqqaq ab 1781: Appat                                    | 328                  |
| Inspektorat Nordgrönland | Kolonialdistrikt Arveprinsens Ejland  | 1784–1799 ab 1799: Teil von Ritenbenk                                               | Alluttoq                                                            | —                    |
| Inspektorat Nordgrönland | Kolonialdistrikt Jakobshavn           | ab 1745                                                                             | Ilulissat                                                           | 281                  |
| Inspektorat Nordgrönland | Kolonialdistrikt Christianshaab       | ab 1734                                                                             | 1734–1826: Qasigiannguit 1826–1829: Ilimanaq ab 1829: Qasigiannguit | 381                  |
| Inspektorat Nordgrönland | Kolonialdistrikt Godhavn              | ab 1773                                                                             | ab 1773: Qeqertarsuaq                                               | 242                  |
| Inspektorat Nordgrönland | Kolonialdistrikt Kronprinsens Ejlande | 1782–1827 ab 1827: Teil von Egedesminde, später Godhavn                             | Kitsissut                                                           | —                    |
| Inspektorat Nordgrönland | Kolonialdistrikt Egedesminde          | ab 1759                                                                             | 1759–1763: Illuerunnerit ab 1763: Aasiaat                           | 548                  |
| Inspektorat Südgrönland  | Kolonialdistrikt Holsteinsborg        | ab 1756                                                                             | 1756–1760: Ukiivik ab 1760: Sisimiut                                | 601                  |
| Inspektorat Südgrönland  | Kolonialdistrikt Sukkertoppen         | ab 1755                                                                             | 1755–1781: Kangaamiut ab 1781: Maniitsoq                            | 505                  |
| Inspektorat Südgrönland  | Kolonialdistrikt Godthaab             | ab 1721                                                                             | 1721–1728: Illuerunnerit ab 1728: Nuuk                              | 665                  |
| Inspektorat Südgrönland  | Kolonialdistrikt Fiskenæsset          | 1754–1872 ab 1872: Teil von Godthaab                                                | Qeqertarsuatsiaat                                                   | 438                  |
| Inspektorat Südgrönland  | Kolonialdistrikt Frederikshaab        | ab 1742                                                                             | Paamiut                                                             | 612                  |
| Inspektorat Südgrönland  | Kolonialdistrikt Julianehaab          | ab 1775                                                                             | Qaqortoq                                                            | 2171                 |

## Kolonialzeit von 1911 bis 1950
Mit dem Gesetz zu Grønlands Styrelse von 1908 wurde die Verwaltungsgliederung 1911 reformiert. Die Kolonialdistrikte wurden weiter unterteilt und jeder Udsted im Distrikt bzw. die Kolonie selbst wurde zum Hauptort einer Gemeinde. Jeder Gemeinde stand ein Gemeinderat vor, die bisherigen Forstanderskaber ersetzte. Zusätzlich erhielten beide Landesteile einen Landesrat, wobei die Mitglieder in Wahlkreisen (siehe dort) gewählt wurden, die nicht den Gemeindegrenzen entsprachen. Mit dem weiterführenden Gesetz zu Grønlands Styrelse von 1925 wurden auch die Kolonialdistrikte, die später auch Sysler genannt wurden, mit einem Sysselrat versehen und die Inspektoren durch Landsfogeder ersetzt.

### Zeitleiste

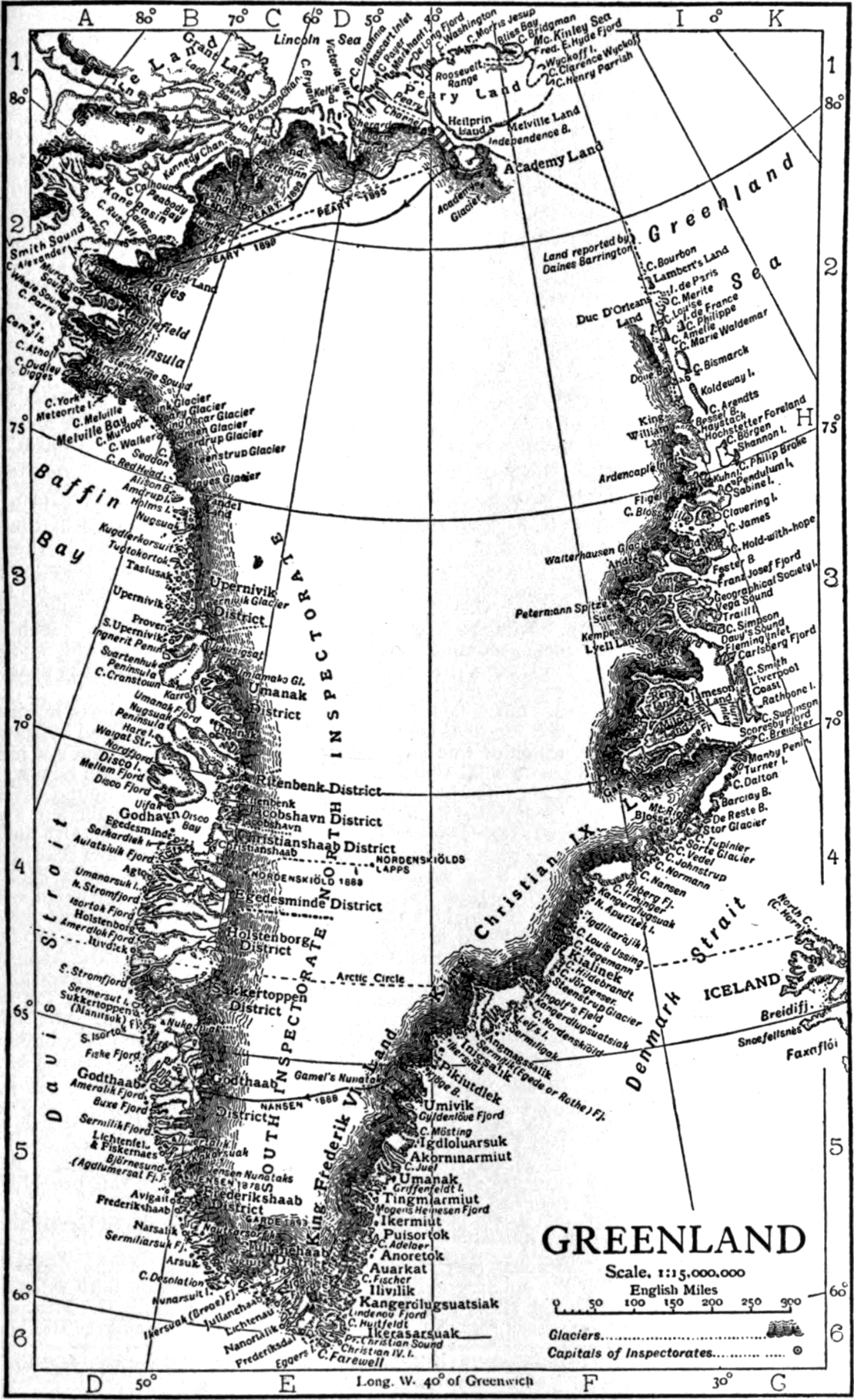
Karte von 1911 mit der Gliederung des westlichen Grönlands in South Inspectorate und North Inspectorate

### Übersicht
| Landesteil   | Kolonialdistrikt                                              | Gemeinden                                             | Einwohnerzahl (1918) |
| ------------ | ------------------------------------------------------------- | ----------------------------------------------------- | -------------------- |
| Nordgrönland | Kolonialdistrikt Upernavik                                    | Kraulshavn (1923 aus Tasiussaĸ ausgegliedert)         | —                    |
| Nordgrönland | Kolonialdistrikt Upernavik                                    | Tasiussaĸ                                             | 325                  |
| Nordgrönland | Kolonialdistrikt Upernavik                                    | K'agsserssuaĸ (um 1922 aufgegeben)                    | 111                  |
| Nordgrönland | Kolonialdistrikt Upernavik                                    | Tugssâĸ (um 1922 anstelle von K'agsserssuaĸ)          | —                    |
| Nordgrönland | Kolonialdistrikt Upernavik                                    | Augpilagtoĸ                                           | 81                   |
| Nordgrönland | Kolonialdistrikt Upernavik                                    | Upernavik                                             | 234                  |
| Nordgrönland | Kolonialdistrikt Upernavik                                    | Prøven                                                | 197                  |
| Nordgrönland | Kolonialdistrikt Upernavik                                    | Søndre Upernavik                                      | 165                  |
| Nordgrönland | Kolonialdistrikt Ũmánaĸ                                       | Ũmánaĸ                                                | 278                  |
| Nordgrönland | Kolonialdistrikt Ũmánaĸ                                       | Sãtut                                                 | 178                  |
| Nordgrönland | Kolonialdistrikt Ũmánaĸ                                       | Uvkusigssat                                           | 199                  |
| Nordgrönland | Kolonialdistrikt Ũmánaĸ                                       | Nûgâtsiaĸ (1925 aus Igdlorssuit ausgegliedert)        | —                    |
| Nordgrönland | Kolonialdistrikt Ũmánaĸ                                       | Igdlorssuit                                           | 301                  |
| Nordgrönland | Kolonialdistrikt Ũmánaĸ                                       | Nûgssuaĸ (1938 aufgegeben)                            | 110                  |
| Nordgrönland | Kolonialdistrikt Ũmánaĸ                                       | Niaĸornat                                             | 118                  |
| Nordgrönland | Kolonialdistrikt Ũmánaĸ                                       | K'aersut                                              | 162                  |
| Nordgrönland | Kolonialdistrikt Ũmánaĸ                                       | Ikerasak                                              | 200                  |
| Nordgrönland | Kolonialdistrikt Ritenbenk (1942 in Jakobshavn eingegliedert) | Ritenbenk                                             | 149                  |
| Nordgrönland | Kolonialdistrikt Ritenbenk (1942 in Jakobshavn eingegliedert) | K'eĸertaĸ                                             | 165                  |
| Nordgrönland | Kolonialdistrikt Ritenbenk (1942 in Jakobshavn eingegliedert) | Sarĸaĸ                                                | 161                  |
| Nordgrönland | Kolonialdistrikt Ritenbenk (1942 in Jakobshavn eingegliedert) | K'utdligssat (um 1924 aus Ujarasugssuk ausgegliedert) | —                    |
| Nordgrönland | Kolonialdistrikt Ritenbenk (1942 in Jakobshavn eingegliedert) | Ujarasugssuk                                          | 113                  |
| Nordgrönland | Kolonialdistrikt Jakobshavn                                   | Jakobshavn                                            | 423                  |
| Nordgrönland | Kolonialdistrikt Jakobshavn                                   | Rodebay                                               | 132                  |
| Nordgrönland | Kolonialdistrikt Jakobshavn                                   | Atâ                                                   | 85                   |
| Nordgrönland | Kolonialdistrikt Christianshaab                               | Christianshaab                                        | 101                  |
| Nordgrönland | Kolonialdistrikt Christianshaab                               | Claushavn                                             | 232                  |
| Nordgrönland | Kolonialdistrikt Christianshaab                               | Akugdlît                                              | 91                   |
| Nordgrönland | Kolonialdistrikt Christianshaab                               | Ikamiut                                               | 91                   |
| Nordgrönland | Kolonialdistrikt Godhavn                                      | Godhavn                                               | 149                  |
| Nordgrönland | Kolonialdistrikt Godhavn                                      | Diskofjorden                                          | 56                   |
| Nordgrönland | Kolonialdistrikt Godhavn                                      | Skansen                                               | 44                   |
| Nordgrönland | Kolonialdistrikt Godhavn                                      | Kronprinsens Ejland                                   | 93                   |
| Nordgrönland | Kolonialdistrikt Egedesminde                                  | Egedesminde                                           | 270                  |
| Nordgrönland | Kolonialdistrikt Egedesminde                                  | Akúnâĸ                                                | 208                  |
| Nordgrönland | Kolonialdistrikt Egedesminde                                  | Hunde Ejland                                          | 166                  |
| Nordgrönland | Kolonialdistrikt Egedesminde                                  | Manermiut                                             | 195                  |
| Nordgrönland | Kolonialdistrikt Egedesminde                                  | Kangâtsiaĸ                                            | 313                  |
| Nordgrönland | Kolonialdistrikt Egedesminde                                  | Niaĸornârssuk (1939 aus Igíniarfik ausgegliedert)     | —                    |
| Nordgrönland | Kolonialdistrikt Egedesminde                                  | Igíniarfik                                            | 248                  |
| Nordgrönland | Kolonialdistrikt Egedesminde                                  | Agto                                                  | 210                  |
| Südgrönland  | Kolonialdistrikt Holsteinsborg                                | Holsteinsborg                                         | 293                  |
| Südgrönland  | Kolonialdistrikt Holsteinsborg                                | K'errortussoĸ                                         | 144                  |
| Südgrönland  | Kolonialdistrikt Holsteinsborg                                | Sarfánguaĸ                                            | 217                  |
| Südgrönland  | Kolonialdistrikt Holsteinsborg                                | Itivdleĸ                                              | 122                  |
| Südgrönland  | Kolonialdistrikt Sukkertoppen                                 | Kangâmiut                                             | 384                  |
| Südgrönland  | Kolonialdistrikt Sukkertoppen                                 | Sukkertoppen                                          | 568                  |
| Südgrönland  | Kolonialdistrikt Sukkertoppen                                 | Napassoĸ                                              | 127                  |
| Südgrönland  | Kolonialdistrikt Sukkertoppen                                 | Atangmik                                              | 93                   |
| Südgrönland  | Kolonialdistrikt Godthaab                                     | Godthaab                                              | 447                  |
| Südgrönland  | Kolonialdistrikt Godthaab                                     | K'ôrnoĸ                                               | 224                  |
| Südgrönland  | Kolonialdistrikt Godthaab                                     | Kangeĸ                                                | 118                  |
| Südgrönland  | Kolonialdistrikt Godthaab                                     | Kapisigdlit (1939 aus K'ôrnoĸ(?) ausgegliedert)       | —                    |
| Südgrönland  | Kolonialdistrikt Godthaab                                     | Narssaĸ                                               | 140                  |
| Südgrönland  | Kolonialdistrikt Godthaab                                     | Fiskernæs                                             | 289                  |
| Südgrönland  | Kolonialdistrikt Frederikshaab                                | Avigait                                               | 199                  |
| Südgrönland  | Kolonialdistrikt Frederikshaab                                | Frederikshaab                                         | 348                  |
| Südgrönland  | Kolonialdistrikt Frederikshaab                                | Narssalik                                             | 238                  |
| Südgrönland  | Kolonialdistrikt Frederikshaab                                | Arsuk                                                 | 204                  |
| Südgrönland  | Kolonialdistrikt Julianehaab                                  | K'agssimiut                                           | 252                  |
| Südgrönland  | Kolonialdistrikt Julianehaab                                  | Nordprøven                                            | 334                  |
| Südgrönland  | Kolonialdistrikt Julianehaab                                  | Igaliko (1937 aus Nordprøven ausgegliedert)           | 334                  |
| Südgrönland  | Kolonialdistrikt Julianehaab                                  | Julianehaab                                           | 449                  |
| Südgrönland  | Kolonialdistrikt Julianehaab                                  | Sârdloĸ                                               | 156                  |
| Südgrönland  | Kolonialdistrikt Julianehaab                                  | Sydprøven                                             | 856                  |
| Südgrönland  | Kolonialdistrikt Julianehaab                                  | Sletten (1925 aus Sydprøven ausgegliedert)            | —                    |
| Südgrönland  | Kolonialdistrikt Julianehaab                                  | Sagdlît (1926 aufgegeben)                             | 84                   |
| Südgrönland  | Kolonialdistrikt Julianehaab                                  | Nanortalik (inklusive gemeindefreie Mine Amitsoq)     | 587                  |
| Südgrönland  | Kolonialdistrikt Julianehaab                                  | Pamiagdluk (1922/25 aufgegeben)                       | 257                  |
| Südgrönland  | Kolonialdistrikt Julianehaab                                  | Augpilagtoĸ (ab 1922/25 anstelle von Pamiagdluk)      | —                    |
| Südgrönland  | Kolonialdistrikt Julianehaab                                  | Sangmissoĸ (1943 aufgegeben)                          | 267                  |

### Sonderfall Nord- und Ostgrönland

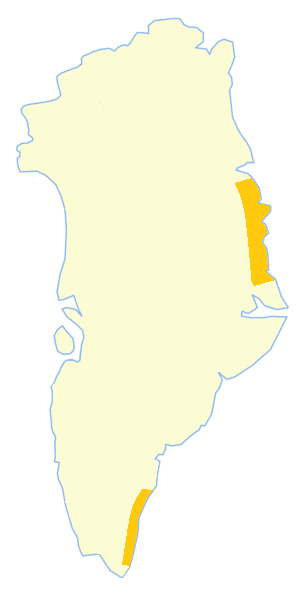
Das von Norwegen proklamierte Eirik Raudes Land im Norden und Fridtjof Nansens Land im Süden

Nord- und Ostgrönland gehörten lange Zeit nicht zu Dänemark, sondern waren Niemandsland. 1894 wurde die Missionsstation Angmagssalik gegründet und damit erstmals der dänische Anspruch auf Ostgrönland untermauert. 1909 wurde die Missionsstation Thule gegründet, um auch Anspruch auf Nordgrönland erheben zu können. Da auch Norwegen Anspruch auf Ostgrönland erhob, wurde 1925 die Kolonie Scoresbysund gegründet und mit dem Kolonialdistrikt Angmagssalik und dem Kolonialdistrikt Scoresbysund zwei weitere Kolonialdistrikte geschaffen, die die gesamte Ostküste bis Nordostgrönland abdecken sollten. Erst 1937 wurde die Missionsstation Thule verstaatlicht.
| Landesteil   | Kolonialdistrikt              | Bestehen         | Einwohner (1938) | Kolonieort                                       |
| ------------ | ----------------------------- | ---------------- | ---------------- | ------------------------------------------------ |
| Nordgrönland | Kolonialdistrikt Thule        | (1909) 1937–1962 | 271              | 1909–1953: Uummannaq (Dundas) 1953–1962: Qaanaaq |
| Ostgrönland  | Kolonialdistrikt Angmagssalik | (1894) 1925–1962 | 872              | Tasiilaq                                         |
| Ostgrönland  | Kolonialdistrikt Scoresbysund | 1925–1962        | 199              | Ittoqqortoormiit                                 |

Dennoch beanspruchte Norwegen 1931 die unbewohnten Gebiete südlich von Angmagssalik (Fridtjof Nansens Land) und nördlich von Scoresbysund (Eirik Raudes Land). Die norwegischen Ansprüche wurden vom Ständigen Internationalen Gerichtshof am 5. April 1933 verworfen, und Norwegen beendete daraufhin seine Besetzung Ostgrönlands.

## Verwaltungsgliederung von 1950 bis 2008
Mit der Verwaltungsreform von 1950 bestand Grönland aus den drei Landesteilen Kitaa (Westgrönland), Avanersuaq (Nordgrönland) und Tunu (Ostgrönland). Westgrönland wurde anfangs in sechzehn Gemeinden unterteilt. Die Gemeinden entsprachen größtenteils den bisherigen Kolonialdistrikten, von denen es zuletzt elf gab. Ausnahmen waren, dass der Kolonialdistrikt Julianehåb in die drei Gemeinden Qaqortoq, Narsaq und Nanortalik aufgespalten wurde. Ein großer Teil des 1942 aufgelösten Kolonialdistrikts Ritenbenk wurde als Gemeinde Vaigat neugegründet, aber am 29. März 1963 gingen die Orte Saqqaq und Qeqertaq an die Gemeinde Ilulissat zurück. Aus dem Kolonialdistrikt Frederikshåb wurde die neue Gemeinde Ivittuut herausgelöst. Der Kolonialdistrikt Egedesminde wurde ebenfalls aufgespalten und es entstanden die Gemeinden Aasiaat und Kangaatsiaq. Damit gab es ab 1950 sechzehn Gemeinden. 1963 wurden die Gemeinde Qaanaaq in Nordgrönland sowie die beiden Gemeinden Ammassalik und Ittoqqortoormiit in Ostgrönland im Zuge der Dekolonialisierung der jüngeren Landesteile in das Gemeindensystem eingegliedert, sodass es fortan neunzehn Gemeinden gab. 1971 wechselte Ilimanaq von der Gemeinde Qasigiannguit in die Gemeinde Ilulissat. 1972 wurde die aufgegebene Gemeinde Vaigat in die Gemeinde Qeqertarsuaq eingegliedert, was zur bis 2008 bestehenden Zahl von achtzehn Gemeinden führte.

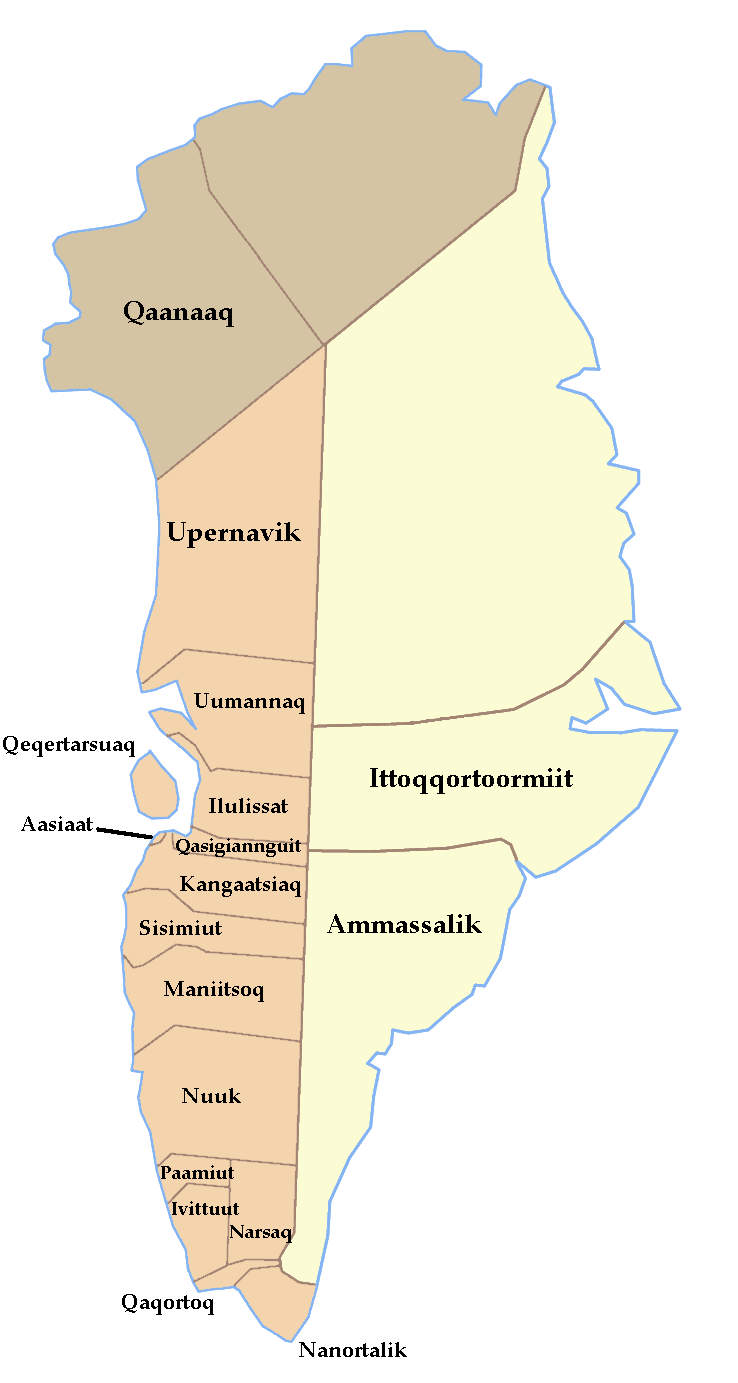
Die Gemeindegliederung von 1950 bis 2008

### Übersicht
| Lage | Wappen | Landesteil | Gemeinde | Bestehen  | Einwohner (1977) | Hauptort               | frühere Gemeinden |
| ---- | ------ | ---------- | --- | --------- | ---------------- | ---------------------- | --- |
|      |        | Avanersuaq | Gemeinde Qaanaaq (Qaanaap Kommunia) (Thule Kommune)                                                                    | 1963–2008 | 779              | Qaanaaq                | (Thule (Qaanaaq)) |
|      |        | Kitaa      | Gemeinde Upernavik (Upernaviup Kommunia) (Upernavik Kommune)                                                           | 1950–2008 | 2093             | Upernavik              | Kraulshavn (Nuussuaq) Tasiussaĸ (Tasiusaq) Tugssâĸ (Tussaaq) Augpilagtoĸ (Aappilattoq) Upernavik Prøven (Kangersuatsiaq) Søndre Upernavik (Upernavik Kujalleq)                         |
|      |        | Kitaa      | Gemeinde Uummannaq (Uummannap Kommunia) (Uummannaq Kommune)                                                            | 1950–2008 | 2686             | Uummannaq              | Ũmánaĸ (Uummannaq) Sãtut (Saattut) Uvkusigssat (Ukkusissat) Nûgâtsiaĸ (Nuugaatsiaq) Igdlorssuit (Illorsuit) Niaĸornat (Niaqornat) K'aersut (Qaarsut) Ikerasak                          |
|      |        | Kitaa      | Gemeinde Vaigat (Vaigatip Kommunia) (Vaigat Kommune)                                                                   | 1950–1972 | —                | Qullissat              | Ritenbenk (Appat) (1958 aufgegeben) K'eĸertaĸ (Qeqertaq) (bis 1963) Sarĸaĸ (Saqqaq) (bis 1963) K'utdligssat (Qullissat) (1972 aufgegeben) Ujarasugssuk (Ujarasussuk) (1963 aufgegeben) |
|      |        | Kitaa      | Gemeinde Ilulissat (Ilulissat Kommuniat) (Jakobshavn Kommune)                                                          | 1950–2008 | 3983             | Ilulissat              | Claushavn (Ilimanaq) (ab 1971) Jakobshavn Rodebay Atâ (1960 aufgegeben) K'eĸertaĸ (Qeqertaq) (ab 1963) Sarĸaĸ (Saqqaq) (ab 1963)                                                       |
|      |        | Kitaa      | Gemeinde Qasigiannguit (Qasigiannguit Kommuniat) (Christianshåb Kommune)                                               | 1950–2008 | 1756             | Qasigiannguit          | Christianshaab (Qasigiannguit) Claushavn (Ilimanaq) (bis 1971) Akugdlît (Akulliit) (1962 aufgegeben) Ikamiut                                                                           |
|      |        | Kitaa      | Gemeinde Qeqertarsuaq (Qeqertarsuup Kommunia) (Godhavn Kommune)                                                        | 1950–2008 | 1067             | Qeqertarsuaq           | Godhavn (Qeqertarsuaq) Diskofjorden (Kangerluk) Skansen (Aamaruutissat) (1965 aufgegeben) Kronprinsens Ejland (Imerissoq) (1967 aufgegeben)                                            |
|      |        | Kitaa      | Gemeinde Aasiaat (Aasiaat Kommuniat) (Egedesminde Kommune)                                                             | 1950–2008 | 3666             | Aasiaat                | Egedesminde (Aasiaat) Akúnâĸ (Akunnaaq) Hunde Ejland (Kitsissuarsuit) Manermiut (1962 aufgegeben)                                                                                      |
|      |        | Kitaa      | Gemeinde Kangaatsiaq (Kangaatsiap Kommunia) (Kangaatsiaq Kommune)                                                      | 1950–2008 | 1191             | Kangaatsiaq            | Kangâtsiaĸ (Kangaatsiaq) Niaĸornârssuk (Niaqornaarsuk) Igíniarfik (Iginniarfik) Agto (Attu)                                                                                            |
|      |        | Kitaa      | Gemeinde Sisimiut (Sisimiut Kommuniat) (Holsteinsborg Kommune) (ab 2002 mit zuvor gemeindefreiem Gebiet Kangerlussuaq) | 1950–2008 | 4645             | Sisimiut               | Holsteinsborg (Sisimiut) K'errortussoĸ (Qerrortusoq) (1969 aufgegeben) Sarfánguaĸ (Sarfannguit) Itivdleĸ (Itilleq)                                                                     |
|      |        | Kitaa      | Gemeinde Maniitsoq (Maniitsup Kommunia) (Sukkertoppen Kommune)                                                         | 1950–2008 | 3910             | Maniitsoq              | Kangâmiut (Kangaamiut) Sukkertoppen (Maniitsoq) Napassoĸ (Napasoq) Atangmik (Atammik)                                                                                                  |
|      |        | Kitaa      | Gemeinde Nuuk (Nuup Kommunia) (Godthåb Kommune)                                                                        | 1950–2008 | 9032             | Nuuk                   | Godthaab (Nuuk) K'ôrnoĸ (Qoornoq) (1974 aufgegeben) Kangeĸ (Kangeq) (1974 aufgegeben) Kapisigdlit (Kapisillit) Narssaĸ (Narsaq) (1964 aufgegeben) Fiskernæs (Qeqertarsuatsiaat)        |
|      |        | Kitaa      | Gemeinde Paamiut (Paamiut Kommuniat) (Frederikshåb Kommune)                                                            | 1950–2008 | 2688             | Paamiut                | Avigait (Kuannit) (1984 aufgegeben) Frederikshaab (Paamiut) Narssalik (Narsalik) (1996 aufgegeben) Arsuk (teilweise)                                                                   |
|      |        | Kitaa      | Gemeinde Ivittuut (Ivittuut Kommuniat) (Ivittuut Kommune)                                                              | 1950–2008 | 150              | Ivittuut/Kangilinnguit | Arsuk (teilweise) |
|      |        | Kitaa      | Gemeinde Qaqortoq (Qaqortup Kommunia) (Julianehåb Kommune)                                                             | 1950–2008 | 3153             | Qaqortoq               | K'agssimiut (Qassimiut) Julianehaab (Qaqortoq) Sârdloĸ (Saarloq) |
|      |        | Kitaa      | Gemeinde Narsaq (Narsap Kommunia) (Narsaq Kommune)                                                                     | 1950–2008 | 2299             | Narsaq                 | Nordprøven (Narsaq) Igaliko (Igaliku) |
|      |        | Kitaa      | Gemeinde Nanortalik (Nanortalip Kommunia) (Nanortalik Kommune)                                                         | 1950–2008 | 2847             | Nanortalik             | Sydprøven (Alluitsup Paa) Sletten (Ammassivik) Nanortalik Augpilagtoĸ (Aappilattoq) |
|      |        | Tunu       | Gemeinde Ammassalik (Ammassallip Kommunia) (Ammassalik Kommune)                                                        | 1963–2008 | 2552             | Tasiilaq               | (Angmagssalik (Tasiilaq)) |
|      |        | Tunu       | Gemeinde Ittoqqortoormiit (Ittoqqortoormiit Kommuniat) (Scoresbysund Kommune)                                          | 1963–2008 | 534              | Ittoqqortoormiit       | (Scoresbysund (Ittoqqortoormiit)) |

## Verwaltungsgliederung seit 2009
Am 1. Januar 2009 wurden in einer Verwaltungsreform die bisherigen 18 Gemeinden in vier Kommunen zusammengelegt. Am 1. Januar 2018 wurde die Qaasuitsup Kommunia in die Avannaata Kommunia und die Kommune Qeqertalik aufgespalten, was zur heutigen Zahl von fünf Kommunen führt. Dazu kommen zwei gemeindefreie Gebiete.
Die Kommunen (dänisch kommune, Pl. kommuner) sind weiter in nur statistisch und historisch bedeutende Distrikte (dänisch distrikt, Pl. distrikter) untergliedert, die den bis zum 31. Dezember 2008 bestehenden 18 Gemeinden entsprechen.

Die Kommunen und Distrikte Grönlands seit 2018

### Übersicht
| Lage | Wappen | Kommune                                      | Bestehen  | Einwohner (2022) | umfasste Distrikte (frühere Gemeinden)                                                                                         |
| ---- | ------ | -------------------------------------------- | --------- | ---------------- | --- |
|      |        | Pituffik (Thule Air Base) (gemeindefrei)     | seit 1951 | 52               | — |
|      |        | Avannaata Kommunia                           | seit 2018 | 10.908           | Distrikt Qaanaaq (724) Distrikt Upernavik (2797) Distrikt Uummannaq (2290) Distrikt Ilulissat (5097)                           |
|      |        | Qaasuitsup Kommunia                          | 2009–2017 | —                | in Avannaata Kommunia und Kommune Qeqertalik aufgespalten                                                                      |
|      |        | Kommune Qeqertalik                           | seit 2018 | 6.180            | Distrikt Qasigiannguit (1115) Distrikt Qeqertarsuaq (854) Distrikt Aasiaat (3107) Distrikt Kangaatsiaq (1104)                  |
|      |        | Qeqqata Kommunia                             | seit 2009 | 9.257            | Distrikt Sisimiut (6163) Distrikt Maniitsoq (3094)                                                                             |
|      |        | Kommuneqarfik Sermersooq                     | seit 2009 | 23.861           | Distrikt Nuuk (19486) Distrikt Paamiut (1295) Distrikt Ivittuut (0) Distrikt Ammassalik (2723) Distrikt Ittoqqortoormiit (357) |
|      |        | Kommune Kujalleq                             | seit 2009 | 6.292            | Distrikt Qaqortoq (3127) Distrikt Narsaq (1591) Distrikt Nanortalik (1574)                                                     |
|      |        | Nordost-Grönland-Nationalpark (gemeindefrei) | seit 1974 | —                | — |

## Siedlungsstatus und Verwaltung
Jede Siedlung in Grönland hat einen Status, der sich seit 1950 verändert hat. Folgende Status existieren vor und nach 1950:
- Kolonie (dänisch koloni): Die Kolonien waren die größten Orte Grönlands. Sie bildeten den Hauptort eines Koloniedistrikts. Ihnen stand jeweils ein Kolonialverwalter vor. Als 1950 die Koloniedistrikte zu Gemeinden wurden, erhielten die ehemaligen Kolonien das Stadtrecht.
- Loge (dänisch loge): Logen waren von der Mission und von Walfängern gegründete Orte. Sie gingen nach kurzer Zeit in den Kolonien auf.
- Anlage (dänisch anlæg): Anlagen entsprachen den Udstedern mit der Ausnahme, dass ein Handelsassistent für ihre Verwaltung zuständig war.
- Udsted (etwa übersetzbar als Außenort): Udsteder waren kleinere Handelsorte, mit deren Verwaltung ein Udstedsverwalter betraut war. Aus den Udstedern gingen später meist Dörfer hervor.
- Wohnplatz (dänisch boplads): Wohnplätze waren die Orte mit dem niedrigsten Status. In ihnen gab es maximal eine Schulkapelle und es wurde kein Handel betrieben. Für diesen musste die Bewohner in den nächsten Udsted. Die meisten Wohnplätze wurden Mitte des 20. Jahrhunderts im Zuge der Zentralisierungspolitik aufgegeben. Einige wenige haben Bestand und sind heute meist Dörfer.
- Stadt (dänisch by): Städte sind die Hauptorte der Distrikte, also der Gemeinden von 1950 bis 2008. Diese hatten bis 2008 jeweils einen Gemeinderat. Seit 2009 gibt es nur noch in den Kommunehauptorten Kommunalräte.
- Dorf (dänisch bygd): Dörfer sind kleinere Siedlungen innerhalb der Distrikte. Der Begriff löste 1967 die Begriffe Udsted und Wohnplatz ab. In den Dörfern gibt es heute Dorfräte, teils für mehrere kleine Dörfer gemeinsam.
- Schäfersiedlung (dänisch fåreholdersted): Schäfersiedlungen sind Weiler, die meist in Südgrönland liegen und in denen Landwirtschaft betrieben wird. Trotz des Namens muss dort nicht zwingend Schafzucht betrieben werden.
- Station (dänisch station): Stationen u. Ä. sind sonstige Orte mit militärischem oder wissenschaftlichem Nutzen, die üblicherweise nicht von Privatpersonen bewohnt werden.